# Konrad von Himberg
Konrad von Himberg (auch Konrad von Hintberg; † 10. Januar 1292 in Wien) war 1279–1292 Bischof von Chiemsee.

## Leben
Konrad entstammte dem babenbergischen Ministerialengeschlecht von Himberg. Er war Domherr von Passau und Kanzleischreiber des Kämmerers Otto von Liechtenstein. Nachdem der Chiemseer Bischof Johann von Ennsthal 1279 nach Gurk transferiert worden war, ernannte der Salzburger Erzbischof Friedrich II. von Walchen Konrad von Himberg zu dessen Nachfolger. Die Bischofsweihe erfolgte am 5. Mai 1280 in Wien.
Neben seinem Bischofsamt fungierte Konrad von Himberg zudem als Weihbischof in Salzburg. In dieser Position nahm er auch außerhalb seines Sprengels Amtshandlungen vor. Als wichtiger Ratgeber der Erzbischöfe Walchen und ab 1284 von dessen Nachfolger Rudolf von Hoheneck ist seine Tätigkeit mehrmals urkundlich belegt. 1281 und 1288 nahm er an den Salzburger Provinzialkonzilien teil und 1283 beteiligte er sich in Raitenhaslach an den Verhandlungen zwischen Erzbischof Friedrich Walchen und dem bayerischen Herzog Heinrich von Bayern. 1286 nahm er in Augsburg an Gesprächen teil, die zwischen Erzbischof Rudolf von Hoheneck und Herzog Heinrich einerseits und König Rudolf von Habsburg andererseits stattfanden. 1289 gehörte er in Wels bei den Friedensverhandlungen mit Herzog Albrecht von Österreich zu den Ratgebern Rudolfs von Hoheneck. Für dessen Nachfolger Konrad IV. von Fohnsdorf verhandelte er 1291 in Wien mit Herzog Albrecht. Während des Konflikts um die Besetzung des Salzburger Bischofsstuhles zwischen den Bewerbern Konrad von Fohnsdorf und Herzog Stephan von Bayern griff Konrad von Himberg vermittelnd ein. Durch ein Bündnis mit Herzog Stephans Bruder Herzog Otto von Bayern konnte der Konflikt beigelegt werden.
Bereits 1287 bestimmte Konrad von Himberg den Salzburger Dom zu seinem Grabplatz. Dort wurde er nach seinem Tod 1292 vor dem Andreasaltar beigesetzt.